# Kim tự tháp Cụt đầu
Kim tự tháp Cụt đầu là một kim tự tháp tại nghĩa trang Saqqara. Nó được gọi là "Nơi linh thiêng của Menkauhour". Vì lẽ đó mà kim tự tháp này rất có thể được xây dựng bởi pharaon Menkauhor Kaiu, vua thứ 7 của Vương triều thứ 5. Trong tiếng Ả Rập, kim tự tháp này được gọi là "cụt đầu" bởi vì tình trạng điêu tàn, đổ nát của nó như hiện nay.
Menkauhor Kaiu là người kế vị của vua Nyuserre Ini - người đã xây dựng cho mình một kim tự tháp tại Abusir, nhưng không rõ giữa họ có mối quan hệ cha con hay không.

## Xác định
Kim tự tháp Cụt đầu được đánh số hiệu Lepsius XXIX bởi nhà khảo cổ học Karl Richard Lepsius, người đã khám phá ra kim tự tháp này vào năm 1843. Gaston Maspero tiếp tục nghiên cứu các phòng bên dưới lòng đất vào năm 1881. Năm 1930, một cuộc khai quật chóng vánh đầu tiên được thực hiện bởi Cecil Mallaby Firth, nhưng rồi sau đó, kim tự tháp lại chìm vào quên lãng, cát đã phủ đầy nơi đây.
Vào khoảng cuối thế kỷ 20, kim tự tháp này một lần nữa được đem ra tranh luận. Năm 1994, Jaromir Malek đề xuất rằng, pharaon Merikare (vua thuộc Vương triều thứ 10) chính là chủ sở hữu của kim tự tháp Cụt đầu, vì người ta biết rằng kim tự tháp của vị vua này nằm ở đâu đó về phía bắc Saqqara, gần kim tự tháp Teti, dựa vào bia đá của một tư tế tên Anpuemhat. Kim tự tháp Cụt đầu là một "ứng cử viên" hoàn hảo cho vị trí này, và cũng bởi vì không có bất kỳ một kim tự tháp nào khác nằm trong vùng lân cận của kim tự tháp Teti.
Mark Lehner cũng đồng tình với quan điểm này của Malek. Ông đã chỉ ra rằng, một tư tế của vua Merikare có thể đã được chôn cùng với nhà vua. Ngược lại với Lehner, Miroslav Verner thấy rằng, kim tự tháp Cụt đầu có nhiều nét tương đồng với kim tự tháp Teti, vua sáng lập Vương triều thứ 6. Dựa vào những trích dẫn từ báo cáo của Vito Maragioglio và Celeste Rinaldi, Verner cho rằng Menkauhor Kaiu mới là chủ của kim tự tháp này. Cả Lehner và Verner luôn tìm những chứng cứ để bác bỏ luận điểm của đối phương.
Năm 2008, một cuộc khai quật có hệ thống được tiến hành dưới sự chỉ dẫn của Zahi Hawass đã chứng minh rằng, Kim tự tháp Cụt đầu được xây dựng vào thời kỳ Vương triều thứ 5 dựa vào cấu trúc và vật liệu xây dựng của nó. Mặc dù không tìm được tên của pharaon xây ngôi mộ này, Hawass đã gán nó cho Menkauhor vì ông là pharaon duy nhất của Vương triều thứ 5 mà kim tự tháp không được tìm thấy. Điều này được chính thức công nhận bởi các chuyên gia khảo cổ và những nhà Ai Cập học.

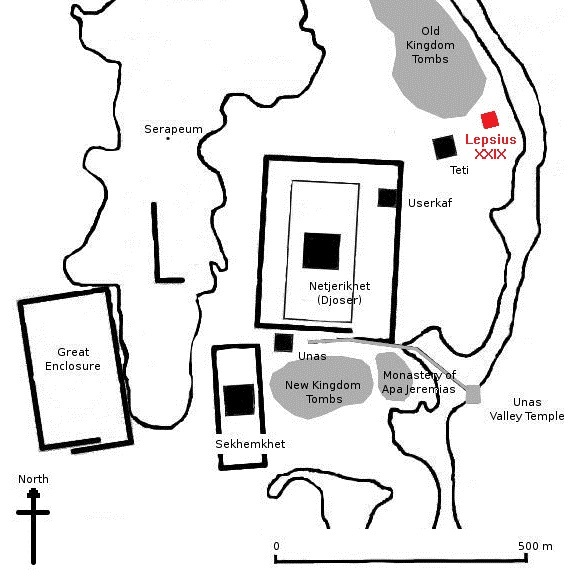
Bản đồ khu vực Saqqara. Kim tự tháp Cụt đầu được đánh dấu màu đỏ, kế bên là Kim tự tháp Teti

## Kim tự tháp
Do cấu trúc phần trên của kim tự tháp đã bị hư hỏng nên không thể xác định được chiều cao của nó, nhưng độ dài các cạnh vẫn đo được là xấp xỉ 52 mét.
Lối vào của kim tự tháp nằm ở phía bắc nhưng không nằm thẳng hàng theo trục bắc-nam. Hành lang có một cửa chặn làm bằng đá granite, dùng để niêm phong hầm mộ, vì vậy các chuyên gia đã giả định rằng, vua Menkauhor đã được nhập táng vào kim tự tháp. Căn phòng chôn cất không chứa bất cứ đồ vật gì ngoại trừ cái nắp quan tài bị vỡ.